# Фиксированное ударение
Фиксированное ударение — лингвистический термин, обозначающий закреплённость ударения за определёнными слогами и ограничения в его передвижении.

## Степень фиксации
Одноместное фиксированное ударение подразумевает постоянное ударение на определённом слоге слова (например, втором с конца) и его удержание во всех формах. Имеет три подтипа.

### Нестрогое ударение
Одноместное нестрогое ударение подразумевает фиксированный ударный слог в большинстве слов, но подразумевает большое количество исключений. Примеры языков с одноместным нестрогим ударением — персидский, дари, таджикский, иврит, татарский, азербайджанский. Показателен пример татарского языка, главным правилом которого является фиксированное ударение на последнем слоге слова, однако встречаются ударения на втором, третьем от конца слогах, обычно — не в именах, а, как правило, в наречиях (вопросительных и проч.). Подобная ситуация наблюдается и в фарси, где большинство исключений приходится на глагольные формы и служебные части речи.

### Разрешающее ударение
Одноместное разрешающее ударение не допускает большого количества исключений, но может позволить нестандартное ударение в исключительных случаях. Как правило, это относится к неосвоенным до конца заимствованиям с нестандартным для данного языка ударением. При полном усвоении слова ударение в языках с таким подтипом одноместного ударения перемещается согласно правилам.
См.: (ударный гласный выделен жирным) польск. fizyka; эст. kolhoos, хотя, по правилу, ударение в польском постоянно приходится на предпоследний, а в эстонском языке — на первый слоги.

### Строгое ударение
Одноместное строгое ударение является классическим типом фиксированного ударения, при котором ни при каких условиях невозможно исключение из правила фиксированного ударного слога. Слово, произнесённое с нестандартным ударением в потоке речи, уже не может относиться к системе такого языка.
Французский язык можно отнести к примерам одноместного строгого ударения с большой оговоркой: если мы рассматриваем отдельное слово. Причина — синтагматическая сущность французского ударения: при нём объектом интонирования является не слог, а цепочка слов. Фактически, во французском словесное ударение в потоке речи отсутствует.

## Место в словоформе
В зависимости от слога, на которое падает ударение, выделяются языки с:
- инициальным ударением (на первый слог в слове) — чешский, словацкий (исключая восточнословацкий диалект), венгерский;
- парокситоническим ударением (на второй слог от конца слова) — польский, бретонский, валлийский, минангкабау, макасарский, гавайский, суахили, зулу, кечуа, аймара, эсперанто;
- пропарокситоническим ударением (на третий слог от конца слова) — македонский, греческий, грузинский;
- окситоническим ударением (на последний слог в слове) — персидский, кхмерский;
- с ударением на втором слоге от начала слова — толаи;
- с ударением на третьем слоге от начала слова — виннебаго.

Как правило, в большинстве языков с фиксированной акцентной системой при постановке ударения встречаются исключения. В части слов или групп слов этих языков ударение может падать на разные слоги. Например, в латышском языке имеются исключения в приставочных глаголах, композитах типа labdien и некоторых заимствованиях, так же, как и в ливском языке; в чешском разговорном языке имеется тенденция перетяжки ударения на так называемые тяжёлые слоги — CV̄, (C)V(~V̄)C(C) и другие; кроме того, даже в таких языках, как венгерский и финский могут быть исключения в междометиях, например, в венгерском: aha, ohó и т. п. В польском языке ударение на предпоследний слог не падает в некоторых числительных и заимствованиях. В македонском и грузинском языках распределение акцентированного слога автоматично, а в греческом может также быть как в двух-, так и трёх- и более сложных словах и на первом, и на втором или третьем слоге с конца в зависимости от этимологии и исторической долготы-краткости гласных в древнегреческом.